# Esther Henseleit
Esther Henseleit (Varel, 14 de janeiro de 1999) é uma golfista alemã.

## Carreira
Henseleit frequentou a Freie Waldorfschule Oldenburg e jogou pelo Golfclub am Meer antes de mudar para o Hamburg Golf Club em 2013. Ela se juntou à seleção alemã em 2014 e terminou em terceiro no Campeonato Internacional Amador de 2016. Em 2017, ela foi selecionada para a Copa Solheim Júnior e em 2018 foi vice-campeã no Campeonato Europeu Feminino Amador, uma tacada atrás de Celia Barquín. Ela venceu o Campeonato Nacional Alemão Amador de 2018 e o Campeonato Alemão Amador de Equipe, bem como o Troféu Europeu Feminino do Clube com o Hamburg GC.
Henseleit se tornou profissional em janeiro de 2019 (com um handicap EGA de +7,1) após terminar em terceiro na Escola de Qualificação para o Ladies European Tour de 2019. Ela venceu o Skaftö Open na LET Access Series e se classificou para o US Women's Open de 2019 em um torneio de qualificação seccional.
Nos Jogos Olímpicos de Verão de 2024, em Paris, conquistou a medalha de prata na disputa individual feminina.